# Luxemburg op het Eurovisiesongfestival 1985
Luxemburg nam deel aan het Eurovisiesongfestival 1985 in Göteborg, Zweden. Het was de 29ste deelname van het land aan het Eurovisiesongfestival.

## Selectieprocedure
Net zoals een jaar eerder, werd in gekozen voor een interne selectie door de nationale omroep. Er werd gekozen voor een gelegenheidsgroep, bestaande uit Margo, Franck, Diane, Ireen, Malcolm & Chris. Het lied heette Children, Kinder, enfants.

## In Göteborg
Op het Eurovisiesongfestival trad Luxemburg als 18de aan, na Oostenrijk en voor Griekenland. Op het einde van de puntentelling bleek dat de groep op een elfde plaats was geëindigd met 37 punten. Nederland deed niet mee in 1985 en België gaf geen punten aan deze inzending.

### Gekregen punten

#### Finale
| 12 punten | 10 punten               | 8 punten     | 7 punten     | 6 punten |
| --------- | ----------------------- | ------------ | ------------ | -------- |
|           | - Portugal              | - Oostenrijk |              |          |
| 5 punten  | 4 punten                | 3 punten     | 2 punten     | 1 punt   |
| - Israël  | - Frankrijk - Noorwegen | - Duitsland  | - Denemarken | - Italië |

### Punten gegeven door Luxemburg

#### Finale
Punten gegeven in de finale:
| 12 punten | Italië              |
| 10 punten | Duitsland           |
| 8 punten  | Verenigd Koninkrijk |
| 7 punten  | Noorwegen           |
| 6 punten  | Israël              |
| 5 punten  | Zweden              |
| 4 punten  | Oostenrijk          |
| 3 punten  | Frankrijk           |
| 2 punten  | Zwitserland         |
| 1 punt    | Spanje              |

1956 · 1957 · 1958 · 1959 · 1960 · 1961 · 1962 · 1963 · 1964 · 1965 · 1966 · 1967 · 1968 · 1969 · 1970 · 1971 · 1972 · 1973 · 1974 · 1975 · 1976 · 1977 · 1978 · 1979 · 1980 · 1981 · 1982 · 1983 · 1984 · 1985 · 1986 · 1987 · 1988 · 1989 · 1990 · 1991 · 1992 · 1993 · 1994-2023 · 2024 · 2025